# Galina Boriszovna Volcsek
Galina Boriszovna Volcsek, oroszul: Галина Борисовна Волчек (Moszkva, 1933. december 19. – Moszkva, 2019. december 26.) orosz színésznő, színházi és filmrendező.

## Filmjei

### Színészként
- Don Quijote (Дон Кихот) (1957)
- Bűnös angyal (Грешный ангел) (1963)
- Autót loptam (Береги́сь автомоби́ля) (1966)
- Lear király (Король Лир) (1970)
- Majakovszkij nevet (Маяковский смеётся) (1976)
- Ruszalka meséje (Русалочка) (1976)
- Про Красную Шапочку (1977, tv-film)
- Őszi maraton (Осенний марафон) (1979)

### Filmrendezőként
- Обыкновенная история (1970, tv-film)
- Свой остров (1971, tv-film)
- На дне (1972, tv-film)
- Домби и сын (1974, tv-film)
- Вечно живые (1976, tv-film)
- Спешите делать добро (1980, tv-film)